# Crown-Colony-Klasse
Die Crown-Colony-Klasse war eine Klasse von elf Leichten Kreuzern, die nach Kronkolonien des Britischen Empires benannt waren. Die ersten acht werden zur Fiji-Unterklasse gezählt, die letzten drei in leicht modifizierter Bauweise zur Ceylon-Unterklasse.
Die Schiffe wurden entsprechend den durch das Washingtoner Flottenabkommen beschlossenen Beschränkungen gebaut und entsprachen somit der Begrenzung auf 10.000 Tonnen. Sie waren konzipiert als kleinere Version der Schiffe der Town-Klasse.

## Beschreibung
Die Schiffe der Crown-Colony-Klasse entstanden, mit 8.600 tn.l. bis maximal 11.000 tn.l. Verdrängung und einer Länge von 169 m (= 555 ft), noch unter den Limitierungen der Flottenkonferenzen zur Rüstungsbeschränkung in den 1920er- und 1930er-Jahren. Daraus resultierte ein Konzept, das sich an den Schiffen der Town-Klasse orientierte, jedoch mit dem wesentlichen Unterschied, dass, um die Gewichtsbeschränkungen einzuhalten, beim Entwurf auf eine durchgehende Gürtelpanzerung der Wasserlinie verzichtet wurde. Stattdessen waren die Magazine und Maschinenräume individuell mit 51 bis 89 mm Stahl gepanzert.
Entsprechend dem Flottenabkommen war auch das Kaliber der Hauptartillerie auf 6 Zoll (152 mm) begrenzt. Zum Einsatz kamen zwölf manuell geladene Geschütze vom Typ BL 6" MK XXIII in vier Dreifachtürmen vom Typ Mark XXI, mit je zwei Türmen vor und hinter den Aufbauten. Ergänzt wurden diese von acht 4"-(102-mm)-Mehrzweckgeschützen vom Typ QF 4" Mk XVI gegen See- und Luftziele und mehrere vierläufigen 40-mm-QF-2-Pfünder-Schnellfeuerkanonen gegen Flugzeuge, sowie von Schiff zu Schiff abweichende kleinkalibrige Luftabwehrbewaffnungen. Abseits der Rohrbewaffnung verfügten die Schiffe zusätzlich noch über zwei 3×533-mm-Torpedowerfer, die drehbar, je einer pro Seite, mittschiffs positioniert waren. Ebenso waren zur Aufklärung und Bergung zwei Wasserflugzeuge vom Typ Supermarine Walrus an Bord, die von einem Katapult gestartet wurden.
Für den Antrieb sorgten vier Parsons-Dampfturbinen, die bei 2,0 MPa und 316 °C von vier Admiralty-Dampfkesseln zu je drei Trommeln mit überhitztem Wasserdampf versorgt wurden. Auf den so angetriebenen vier Schrauben standen insgesamt 80.000 PS (60.000 kW) zur Verfügung. Genug, um maximal 32,25 kn (60 km/h) Fahrt zu erreichen. Bei auf 13 kn (24 km/h) reduzierter Geschwindigkeit erlaubten die bis zu 1.700 to Schweröl in den Bunkern der Schiffe eine Reichweite von 12.000 km.
In Friedenszeiten waren für den Betrieb der Schiffe circa 730 Mann Besatzung vorgesehen. In Kriegszeiten erhöhte sich die Anzahl auf bis zu 930 Mann.

## Verwendung und Verbleib
Die Schiffe der Klasse waren während des Zweiten Weltkriegs und in den Nachkriegsjahren im Einsatz. Fiji und Trinidad wurden im Krieg versenkt, während Gambia und Uganda an Neuseeland bzw. Kanada abgetreten wurden. HMS Nigeria wurde 1954 an Indien verkauft, Ceylon und Newfoundland 1959 an Peru. Die restlichen Schiffe wurden im Laufe der 1960er-Jahre außer Dienst gestellt, zuletzt 1968 die von Neuseeland an Großbritannien rückübertragene Gambia.
Mit den Kreuzern der Minotaur- oder auch Swiftsure-Klasse kamen 1944/45 noch drei sehr ähnliche Kreuzer in den Dienst der Royal Navy und der Royal Canadian Navy. Aus drei weiteren bis 1945 vom Stapel gelaufenen Rümpfen für die letztgenannte Klasse entstanden später die drei Kreuzer der Tiger-Klasse, die zwischen 1959 und 1961 in Dienst gestellt wurden.

## Schiffe derColony-Klasse
- Fiji, Kennung: C58, Mai 1940 in Dienst, am 22. Mai 1941 durch die Luftwaffe vor Kreta versenkt,
- Nigeria, C60, September 1940 in Dienst, 1954 an Indien abgeben Mysore, 1986 abgebrochen
- Kenya, C14, September 1940 in Dienst, 1958 außer Dienst
- Mauritius, C80, Januar 1941 in Dienst, 1965 zum Abbruch verkauft
- Trinidad, C46, Oktober 1941 in Dienst, am 15. Mai 1942 nach schweren Schäden durch Angriffe der Luftwaffe im Nordmeer selbst versenkt
- Gambia, C48, Februar 1942 in Dienst, von Februar 1944 bis März 1946 bei der RNZN, im Dezember 1968 zum Abbruch verkauft
- Jamaica, C44, Juni 1942 in Dienst, 1960 zum Abbruch verkauft
- Bermuda, C52, August 1942 in Dienst, 1965 zum Abbruch verkauft

2. Gruppe
- Uganda, C66, Januar 1943 in Dienst, im Oktober 1944 an RCN, umbenannt in Quebec, 1956 verschrottet
- Newfoundland, C69, Januar 1943 in Dienst, 1959 an Peru verkauft, Almirante Grau, ab Mai 1973 Capitán Quiñones, 1980 gestrichen
- Ceylon, C30, Juli 1943 in Dienst, 1959 an Peru verkauft, Coronel Bolognesi, 1982 gestrichen